# 天主教拉古萨教区
天主教拉古薩教區（拉丁語：Dioecesis Ragusiensis）是天主教會在義大利的一個教區。屬錫拉庫薩總教區。
教區成立於1950年5月6日，當時與由錫拉庫薩總教區由同一人牧養1955年10月1日兩教區分開。
教區包括拉古薩省八市。2004年有教友210,689人，佔轄區總人口95.5%。教區下轄七十一個堂區，有131名司鐸。現任教區主教為保祿·烏索。